# Sve-trans-oktaprenil-difosfat sintaza
Sve-trans-oktaprenil-difosfat sintaza (EC 2.5.1.90, oktaprenil-difosfat sintaza, oktaprenil pirofosfat sintetaza, poliprenilpirofosfat sintetaza, terpenoidaliltransferaza, terpenil pirofosfat sintetaza, trans-heptapreniltranstransferaza, trans-preniltransferaza) je enzim sa sistematskim imenom (2E,6E)-farnezil-difosfat:izopentenil-difosfat farneziltranstransferaza (dodaje 5 izopentenilnih jedinica). Ovaj enzim katalizuje sledeću hemijsku reakciju
(2E,6E)-farnezil difosfat + 5 izopentenil difosfat {\displaystyle \rightleftharpoons } 5 difosfat + sve-trans-octaprenil difosfat
Ovaj enzim katalizuje reakciju kondenzacije kojom se formira sve-trans-oktaprenil difosfat.

## Literatura
- Nicholas C. Price; Lewis Stevens (1999). Fundamentals of Enzymology: The Cell and Molecular Biology of Catalytic Proteins (Third изд.). USA: Oxford University Press. ISBN 019850229X.
- Eric J. Toone (2006). Advances in Enzymology and Related Areas of Molecular Biology, Protein Evolution (Volume 75 изд.). Wiley-Interscience. ISBN 0471205036.
- Branden C; Tooze J. Introduction to Protein Structure. New York, NY: Garland Publishing. ISBN 0-8153-2305-0.
- Irwin H. Segel. Enzyme Kinetics: Behavior and Analysis of Rapid Equilibrium and Steady-State Enzyme Systems (Book 44 изд.). Wiley Classics Library. ISBN 0471303097.

## Spoljašnje veze
- All-trans-octaprenyl-diphosphate+synthase на 